# Kaiserliches Kürassierregiment K 17 (1756)
Das Kürassierregiment K 17 wurde 1684 von seinem damaligen Inhaber in Hannover errichtet und 1767 aufgelöst. Es erhielt den Namen des jeweiligen Inhabers.

## Inhaber
- 1684 Ernst August von Hannover, Kurfürst
- 1691 Prinz Georg von Hessen-Darmstadt († 1705, beim Sturm auf Barcelona), Feldmarschall
- 1705 Freiherr August Dietrich von Glöckelsberg († 1707), Feldmarschall-Lieutenant
- 1707 Graf Johann Carl von Caraffa († 1743), Feldmarschall
- 1743 Graf Don Josef Luchesi d'Averna († 1757, in der Schlacht bei Leuthen), General der Kavallerie
- 1758 Freiherr Adolf Nikolaus von Buccow († 1764), General der Kavallerie, MTO GK
- 1764 Freiherr Johann Wilhelm von Kleinhold († 1771), Feldmarschall-Lieutenant – erhielt 1768 das Kürassierregiment K 9

## Gefechtskalender
Nach seiner Errichtung in Hannover wurde das Regiment gleich 1684 in kaiserliche Dienste gestellt. Dort wurde er im Großen Türkenkrieg eingesetzt. Es kämpfte 1685 in der Schlacht bei Gran und der Belagerung von Kaschau, 1686 in der zweiten Belagerung von Ofen, 1687 in der Schlacht bei Mohacs, 1688 in Bosnien und im Gefecht bei Termond.
Im Jahr 1689 kämpfte es im Gefecht bei Nissa, wo es mit dem Regiment St. Croix (später Dragonerregiment Nr. 8) unter FM Graf Veterani die Nachschubkolonne gegen die in die Nachhut eingefallenen Türken gedeckte, und bei der Expedition nach Kossowa.
Im Jahr 1690 erlitt es im Gefecht bei Kaczianeck große Verluste, das Regiment verlor 6 Rittmeister, 8 Lieutenants, 6 Cornets und 500 Mann tot und verwundet. Der Reste kamen nach Precop und Palanka in Besatzung. Am 19. August 1691 kämpfte es in der Schlacht bei Szlankamen, wo es der Prinz Württemberg gegen den Feind führte. Das Regiment verlor den Oberstleutnant Jean de Werth sowie 3 Offiziere, 69 Mann waren tot, der Oberstwachtmeister de Pertenave, 13 Offiziere und 131 Mann waren verwundet.
Im spanischen Erbfolgekrieg marschierte das Regiment 1701 mit Prinz Eugen nach Italien. Im gleichen Jahr machte der Rittmeister Graf Saint Amour im Herbst glückliche Streifzüge am Oglio. Es war 1702 im Gefecht bei St. Vittorio am Fluss Crostollo bei Bersello und in der Schlacht bei Luzzara, der Rittmeister Graf Saint Amour macht Streifzüge am Po. Im Jahr 1704 kam es in den Piemont und war 1705 in der Schlacht bei Cassano. Der zum Oberstlieutenant beförderte Graf Saint Amour erbeutete im Juli bei Poluzuola viele Pferde, im September überrumpelte er Lodi und am 5. Oktober das Kronwerk bei Pizzighetone, zwang den Feind sich in die inneren Werke diesseits der Adda zurückzuziehen und eroberte den befestigten Ort Bardolona. Das Regiment kämpfte 1706 beim Entsatz von Turin und 1707 bei der Eroberung von Neapel. Am 19. August 1707 fiel der Major de la Vigne bei der Belagerung von Capua.
Im Türkenkrieg war es 1717 während der Belagerung von Belgrad im Korps Martigni  jenseits der Save in Syrmien und erlitt in der Schlacht bei Belgrad große Verluste.
Im Jahr 1727 kam es in die Niederlande und wurde 1733 zur Observationsarmee nach Schlesien verlegt. im Rahmen des Polnischen Erbfolgekriegs nahm es im Korps Seckendorf 1734 und 1735 am Feldzug am Rhein teil. Es wurde für den Türkenkrieg 1737 und 1738 wieder nach Ungarn verlegt, 1739 kämpfte es dort in der Schlacht bei Krotzka.
Während des Ersten Schlesischer Krieges kam es 1741 zur Böhmischen Armee. 1742 war es bei der Winter-Expedition in Oberösterreich und Bayern. 1743 und 1744 war es bei der Armee in Bayern, am Rhein und in Böhmen. Im Jahr 1745 kämpfte er in den Schlachten bei Hohenfriedberg und Soor.
Im Siebenjährigen Krieg focht das Regiment 1757 in den Schlachten bei Prag, Breslau und Leuthen. Außerdem konnte  sich der Oberst Freiherr Johann Carl von Laßgallner bei Kolin auszeichnen. Im Jahr 1758 kämpfte es in der Schlacht bei Hochkirch, 1759 in Sachsen, 1760 in der Schlacht bei Torgau, wo es sich bei den Siptitzer Höhen auszeichnete. Im Jahr 1761 kam es zur Armee in Schlesien, dann zur russischen Armee bei Wahlstadt, 1762 im Gefecht bei Peyle.
Nach dem Krieg wurde das Regiment im Jahr 1768 aufgelöst.

## Uniform
1748 erhielt das Regiment weiße Röcke mit roten Aufschläge und weißen Knöpfen.